# Vesna Pisarović
Vesna Pisarović (* 9. April 1978 in Brčko, SR Bosnien und Herzegowina, SFR Jugoslawien) ist eine kroatische Sängerin und Komponistin. In ihrer kroatischen Heimat wurde die vom Punkrock kommende Vesna Pisarović zu einem Popstar. Mit ihrem Album With Suspicious Minds öffnete sie sich dem Jazz und der Improvisierten Musik.

## Leben
Vesna Pisarović wurde 1978 in Brčko (Bosnien und Herzegowina) geboren. Als sie drei Jahre alt war, zog sie mit ihren Eltern nach Požega (Kroatien). Nachdem Vesna die Oberschule erfolgreich beendet hatte, studierte sie Kroatistik und Phonetik an der Universität Zagreb, wo sie ihre Magisterarbeit mit Erfolg ablegte und wurde damit Gymnasiallehrerin für kroatische Sprache und Phonetik. Heute lebt sie in Berlin.

## Musikalische Laufbahn
Ihr Gesangsdebüt hatte sie im Alter von 19 Jahren. Auf dem Zagrebfestival trug sie den Titel Da znaš vor, ein Cover von Laura Pausinis Titel. Danach folgten noch mehrere Auftritte, und ihr Debütalbum Da znaš, welches mit Silber ausgezeichnet wurde. Ihr zweites Album "Za tebe stvorena" erhielt sogar Gold. Die Single Jutro donosi kraj entwickelte sich zum Sommerhit des Jahres 2001 in Kroatien.
2000, 2001, 2002 und 2005 nahm sie an der kroatischen Vorausscheidung zum Eurovision Song Contest, der sogenannten Dora teil. Dabei erreichte sie 2000 mit ihrem Titel Ja čekam noć den 6. Platz. Ihr Titel ein Jahr später Za tebe stvorena erreichte den 4. Platz.
2002 gewann Vesna die kroatische Vorentscheidung und nahm so für das Land am Eurovision Song Contest teil. In der kroatischen Vorausscheidung Dora sang sie ihr Lied noch in der Landessprache (Sasvim sigurna), beim internationalen Wettbewerb auf Englisch (Everything I want). Vesna erreichte den elften Platz.
Im gleichen Jahr brachte sie auch ihr drittes Album Kao da je vrijeme heraus, welches ihr Debütalbum in Bosnien und Herzegowina, Mazedonien, Montenegro und Serbien wurde. Das Album erhielt ebenfalls Gold in Kroatien.
Nach diesem Album endete die bis dato erfolgreiche Zusammenarbeit zwischen Vesna Pisarović und ihrer Produzentin und Komponistin Milana Vlaović.
Nach ihrem vierten Album Pjesma mi je sve, aus welchem besonders der Song Ljubomora ein großer Hit wurde, veröffentlichte sie 2003 zwei verschiedene Versionen eines "Best of"-Albums. In Kroatien wurde eine Version mit 12 Liedern veröffentlicht, während in Bosnien und Herzegowina sowie in den Ländern, in denen die Sängerin mit ihrem dritten Studio-Album ihr Debüt feierte, ein "Best Of"-Album mit 18 Liedern erschien.
Ende 2005 folgte das fünfte Studio-Album mit dem Titel V. Peti. Für dieses Album schrieb sie erstmals nicht nur alle Songs selber, Pisarovic experimentierte auch neben Pop mit verschiedenen Stilen wie Electro Sound, Jazz, Folk sowie Rock.
Dabei wurden insgesamt acht sehr unterschiedliche Songs zur Promotion aus diesem Album veröffentlicht.
Vesna schrieb mehrere Songs für sich und andere Interpreten. So schrieb sie den bosnisch-herzegowinischen Beitrag zum Eurovision Song Contest 2004 In the Disco, der von Deen interpretiert wurde. 2006 nahm Pisarović am Festival Zlatne žice Slavonije in Požega mit ihrem neuen Titel Imam sve, al' tebe ne teil, welcher sich #1 der Croatia Top 10 sicherte. Ihr Album With Suspicious Minds (2012), an dem die Jazz- und Improvisationsmusiker Gerhard Gschlößl, Clayton Thomas und Steve Heather beteiligt sind, ist eine experimentelle Begegnung mit Titeln von Elvis Presley. Mit The Great Yugoslav Songbook folgte 2016 ein weiteres Jazz-Album, das auch in Deutschland veröffentlicht wurde.

## Trivia
- Vesna gilt als die meistfotografierte Frau Kroatiens
- Vesnas Song Da znaš ist im Original gesungen von Laura Pausini und trägt den Titel "Non c´è".
- Vesna coverte auf ihrem zweiten Album Ciega, Sordomuda von Shakira. Ihr Song trägt den Titel Da je meni (Oko moje)

## Diskografie

### Alben
- 2000: Da znaš
- 2001: Za tebe stvorena (HR: Gold)[2]
- 2002: Kao da je vrijeme (HR: Gold)
- 2003: Pjesma mi je sve (HR: Silber)
- 2005: V. Peti
- 2012: With Suspicious Minds
- 2016: Naša velika pjesmarica
- 2019: Petit Standard

### Kompilationen
- 2003: Best Of
- 2011: Najljepše ljubavne pjesme

### Veröffentlichte Lieder
Hinweis: In Kroatien ist es unüblich, Maxi-CDs, also Singles, zu veröffentlichen. Songs, meistens mit Video-Clip, werden jedoch für die Promotion des dazugehörigen Albums als Radio-Singles veröffentlicht.
2000: Da Znaš
- Da znaš (bekannter Song)
- Poslije svega
- Sve na svijetu
- Ja čekam noć

2001: Za tebe stvorena
- Za tebe stvorena (bekannter Song)
- Da je meni (oko moje)
- Da sutra umrem (bekannter Song)
- Jutro donosi kraj (bekannter Song)

2002: Kao da je vrijeme
- Kao da je vrijeme
- Sasvim sigurna (bekannter Song)
- Bježi od mene (mit Giuliano - bekannter Song)
- Ivane

2002: Everything I want
2003: Pjesma mi je sve
- Dolje na koljena (bekannter Song)
- Ljubomora
- Ne dam da odeš
- Spremna sam
- Svrha ljubavi

2005: V. (Peti)
- Ti si kriv
- Tako mi nedostaješ
- Hypohondar
- Ti ne znaš što je ljubav
- Ovo nije moje vrijeme
- Zašto mi lažeš
- Neka ljudi govore
- Srela sam anđela

Weitere Lieder
- Imam sve, al' tebe ne